# Davor Vidiš
Davor Vidiš (Samobor, 12. ožujka 1962.), hrvatski diplomat, veleposlanik Republike Hrvatske u Irskoj.

## Raniji život i obrazovanje
Davor Vidiš rodio se 12. ožujka 1962. godine u Samoboru gdje proveo prve četiri godine života. Obitelj Vidiš seli su u Zagreb gdje Vidiš završava osnovnoškolsko i srednjoškolsko obrazovanje.  Diplomirao je kartografiju na Geodetskom fakultetu Sveučilišta u Zagrebu 1987. godine i novinarstvo na Fakultetu političkih znanosti u Sveučilišta u Zagrebu 1992.
Magistrirao je međunarodne odnose na Fakultetu političkih znanosti u Zagrebu 2003. godine a doktorirao informacijsko-komunikacijske znanosti na Sveučilištu u Zadru 2014. godine na temu „Informacijsko-komunikacijski model kao podloga za donošenje odluka u međunarodnim (vanjskopolitičkim) odnosima“. Diplomatsku akademiju Ministarstva vanjskih poslova Republike Hrvatske završio je 1998. godine.

## Radno iskustvo
Davor Vidiš nakon sudjelovanja u Domovinskog rata od 1993. godine zapošljava se u Ministarstva vanjskih poslova Republike Hrvatske. Diplomatsku karijeru započeo je 1994. godine u prvom diplomatsko-konzularnom predstavništvu Republike Hrvatske u Srbiji (tada Saveznoj Republici Jugoslaviji), u Uredu Vlade Republike Hrvatske u Beogradu. Kao diplomat radio je u Veleposlanstvima Republike Hrvatske u Beogradu, Bratislavi, otvarao je diplomatsko-konzularna predstavništva Republike Hrvatske na Kosovu, i u Republici Litvi, a od 2004. godine bio je generalni konzul Republike Hrvatske u Subotici u Srbiji (tada Srbija i Crna Gora). Odlukom Predsjednika Republike Hrvatske od 2007. imenovan je veleposlanikom u Ministarstvu vanjskih poslova, a kao veleposlanik bio je akreditiran u Rumunjskoj i Republici Moldovi. 
Trenutni je, peti veleposlanik Republike Hrvatske u Irskoj. Tijekom diplomatske karijere većinom je bio zadužen za odnose s državama u bližem susjedstvu, državama jugoistočne Europe, bio je ravnatelj Uprave za susjedne zemlje i Jugoistočnu Europu u Ministarstvu vanjskih poslova. U diplomatskoj je službi prepoznat kao diplomat za krizna stanja, vodio je Ured Vlade Republike Hrvatske u Beogradu tijekom vojno-redarstvenih akcija „Bljesak“ i „Oluja“ 1995. godine, Veleposlanstvo Republike Hrvatske u Beogradu tijekom NATO akcije na Srbiju 1999. godine, a u više je navrata tijekom kriznih situacija boravio je na Kosovu. Bio je član i voditelj više međudržavnih povjerenstava o graničnoj problematici sa susjednim državama.

## Privatan život
Davor Vidiš oženjen je za Mericu Vidiš, imaju troje djece (Ivan Vidiš, Ines Vidiš i Luka Vidiš).

## Ostalo
Davor Vidiš se osamdesetih godina profesionalno bavio glazbom, bio je član glazbenih skupina „Film“, „Drugi način“, „Noćna straža“ Borisa Novkovića i dr. u kojima je svirao bubnjeve i udaraljke.
Drži kolegij Informacijsko-komunikacijski model kao podloga za donošenje odluka u međunarodnim (vanjskopolitičkim) odnosima na Sveučilištu u Zadru.
Odlikovan je Spomenicom domovinske zahvalnosti 1997. godine.
Autor je više znanstvenih članaka iz područja međunarodnih odnosa.
Govori engleski i slovački jezik, a pasivno se služi njemačkim jezikom.